# Associação Atlética Cori-Sabbá
L'Associação Atlética Cori-Sabbá és un club de futbol brasiler de la ciutat de Floriano a l'estat de Piauí.

## Història
El club va ser fundat el 24 de maig de 1973, després de la fusió dels clubs Corinthians i Auto Posto Sabbá. Cori-Sabbá guanyà el campionat piauiense el 1995, el seu triomf més important històricament.

## Estadi
L'Associação Atlética Cori-Sabbá disputa els seus partits com a local a l'Estadi Tibério Barbosa Nunes, anomenat Tiberão. Té una capacitat per a 4.500 espectadors.

## Palmarès
- Campionat piauiense:
  - 1995